# Orionwerk (Hannover)

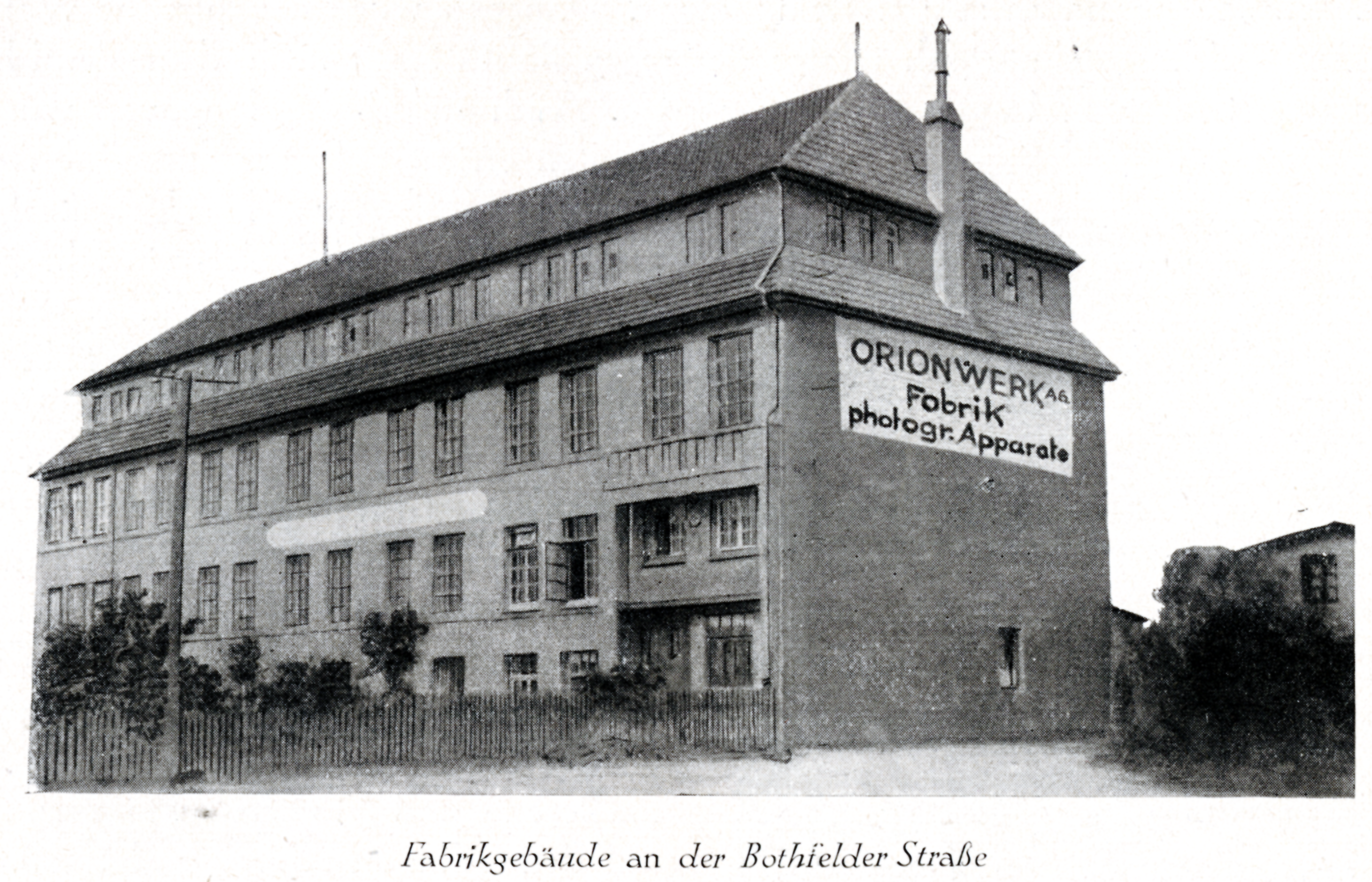
Gebäude mit der Aufschrift „Orionwerk AG., Fabrik photogr. Apparate“ in der Bothfelder Straße 23 in Hannover-List

Das Orionwerk in Hannover war eine 1921 gegründete deutsche Aktiengesellschaft, die sich in Anzeigen als „ältestes und grösstes Kamerawerk Norddeutschlands“ auf das Gründungsjahr 1893 berief. Vorgängerfirmen waren Glunz & Bülter, sowie Bülter und Stammer. Die Firma ging 1933 in Konkurs. Wort-Bild-Marke des Unternehmens war zeitweilig ein innerhalb konzentrischer Kreise dargestelltes Segelschiff bei Nacht unter Sternen auf hoher See mit Wellengang mit dem Schriftzug Orionwerk.

## Geschichte

### Glunz & Bülter
1893 gründeten der Tischler Hermann Glunz und der Kaufmann Diedrich Bülter die erste und einzige Fotoapparate-Fabrik im 19. Jahrhundert in Hannover. Im Adressbuch der Stadt Hannover von 1894 firmierte das Unternehmen als „Fabrik mit Dampfbetr. für photogr. Apparate, Hdl. photogr. Bedarfsart. jeder Art“. Dabei unterhielten sie ganze „Läger sämmtlicher Artikel für Photographie“ für ihr Unternehmen in der damaligen Kanalstraße 9 Die von Glunz & Bülter gefertigten Apparate waren anfangs aus Holz, Messing und Leder, später auch aus Metall. Das produzierte Sortiment bestand aus Amateur- und Fachkameras sowie Aufnahmezubehör.
Aus der Zeit um 1898 ist ein vorgedruckter Foto-Kartonträger im Kabinettformat für das Atelier Boese & Schaefer in Posen bekannt, der rückseitig den Zudruck Glunz & Bülter trägt.

### Bülter & Stammer

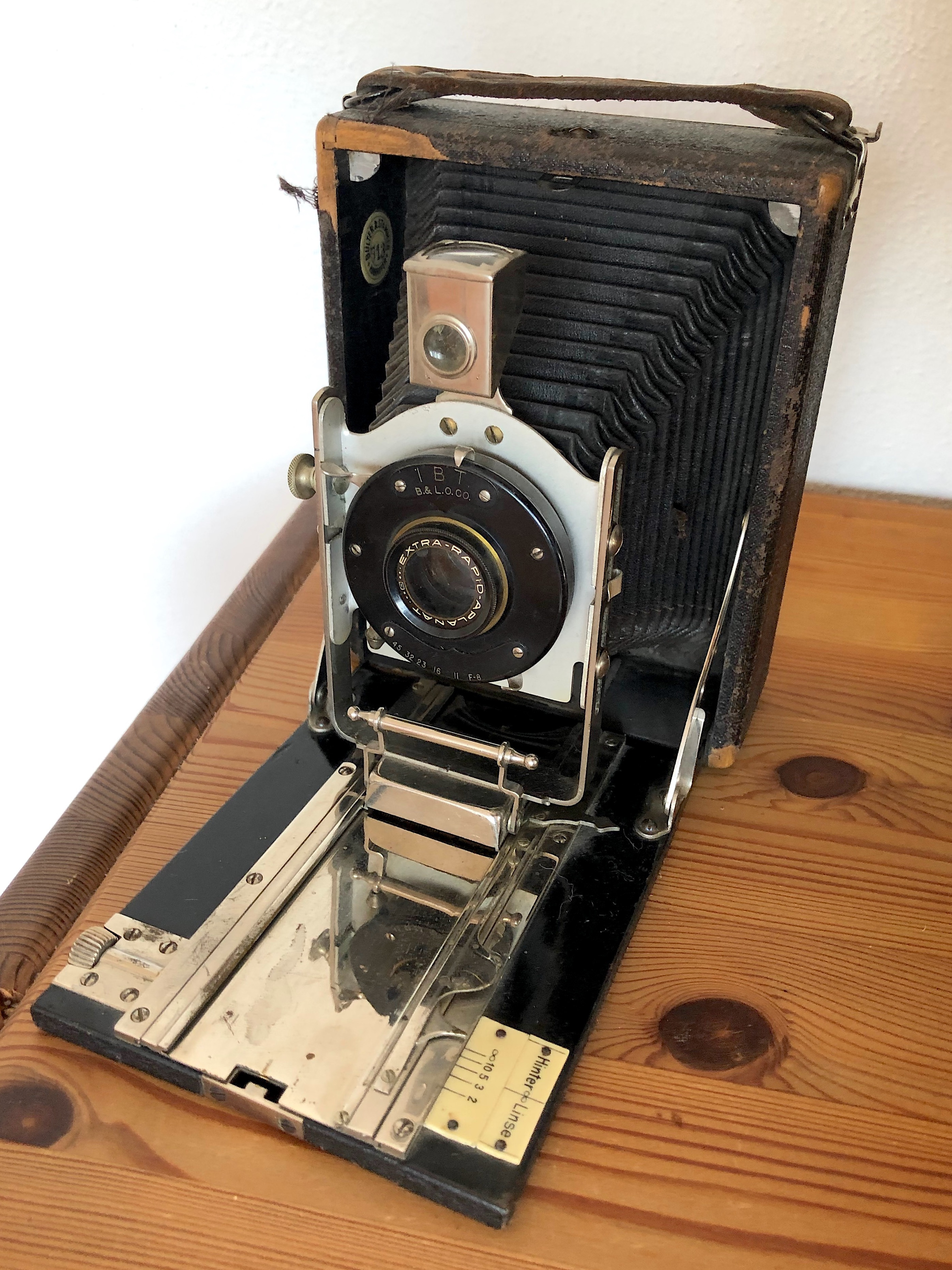
Kamera vom Orionwerk Bülter & Stammer

Das Orionwerk Bülter & Stammer wurde 1902 gegründet.
Ab 1914 war das Unternehmen zeitweilig mit der Produktion von Rüstungsgütern für den Ersten Weltkrieg beschäftigt.
1920, am 6. Juni des Jahres, hatte das Orionwerk Buelter & Stammer ein Patent angemeldet für eine im Hause erfundene Vorrichtung zur Seitwaertsstellung des Objektivtraegers.
Ebenfalls 1920 wurde Bülter & Stammer von der Nachfolgerin Orionwerk, Akt.-Ges. für photographische Industrie (AG) mit sämtlichen Grundstücken, sämtlichen Aktiva und Passiva übernommen.
Eine Firmenschrift der Kamera-Fabrik Bülter & Stammer hält das Deutsche Museum in Bonn sowie die ETH-Bibliothek in Zürich vor. Das Museu da Imagem e do Som de São Paulo in São Paulo, Brasilien, verweist auf seiner Webseite auf historische Fotografien, die mit einer Kamera von Bülter & Stammer gefertigt wurden.

### Orionwerk AG
Die Orionwerk, Akt.-Ges. für photographische Industrie (AG) wurde am 8. September 1921 gegründet und am 1. Oktober desselben Jahres in das Handelsregister beim Amtsgericht Hannover eingetragen. Allerdings hatte die AG schon im Vorjahr 1920 die Firma Orionwerk Bülter & Stammer aufgekauft, so dass das Orionwerk bereits ab dem 1. Januar 1921 auf Rechnung der AG in Gründung handelte.
Inhaber des Orion-Werks war in den 1920er Jahren Friedrich Augstein, Vater von Rudolf Augstein, der seinerzeit mit seiner Familie in der Podbielskistraße 310 (neue Hausnummer im Jahr 2002: 105) wohnte.
Das mehrstöckige Fabrikgebäude der Orionwerk AG fand sich in der Bothfelder Straße 23 im (heutigen) hannoverschen Stadtteil List. Das Gebäude soll zuvor durch die Firma Richter, Zahnärztliche Apparate genutzt worden sein.
Für den Zeitraum von 1924 bis 1928 hält das deutsche Bundesarchiv mehrere Geschäftsberichte vor.
Für das Unternehmen spielte Victor Wolny, der bereits 1922 eine Erfindung angemeldet hatte, eine wichtige Rolle. Wolny meldete mehrere Erfindungen zum Patent an:
- vom 1. Februar 1924: Verbesserungen an oder im Zusammenhang mit fotografischen Spiegelreflexkameras[18]
- vom 10. Februar 1925: Verbesserungen an oder in Bezug auf Spiegelreflexkameras[19]
- vom 1. April 1931, mit Sitz in der Ferdinand-Wallbrecht-Straße, und für die Orionwerk AG (in englischer Sprache): Improvements in semi-automatic photographic devices.[20]

## Kameratypen
Orion und seine Vorgänger produzierten alle zur jeweiligen Zeit gängigen Kameratypen, insbesondere Plattenkameras verschiedener Formate und Rollfilmkameras.
Produzierte Modelle waren unter anderem Rio-Platten- und Rio-Rollfilmkameras, wie die Großformatkamera Rio 85 für Mittelformat 6 × 9 cm.
1929 bot das Unternehmen preisgünstige Kameras u. a. im Großformat 9 × 12 cm, an.
Die Kamera Orion Klapp-Reflex im Großformat 9 × 12 cm ließ sich auch mit einem Zeiss Tele-Tessar-Objektiv 1:6,3 verwenden.
Eine Kamera der Orion-Werke wurde auch im Handbuch der wissenschaftlichen und angewandten Photographie beschrieben.